# Day Mesquita
Dayenne Proença Mesquita, més coneguda com a Day Mesquita (Telêmaco Borba, 18 de setembre de 1985), és una actriu brasilera.

## Filmografia
- 2007:	Dance Dance Dance - Amanda Vasconcellos[2]
- 2009:	Vende-se um Véu de Noiva - Eliana Vilela[3]
- 2011:	A Vida da Gente	Letícia
- 2012:	Cheias de Charme - Stella
- 2013:	Além do Horizonte - Fernanda
- 2014:	(Des)encontros - Diana
- 2015:	Milagres de Jesus - Maria
- 2015:	Os Dez Mandamentos - Yunet
- 2016:	A Terra Prometida - Ioná
- 2016:	O Negócio - Flávia
- 2016:	Os Dez Mandamentos - O Filme - Yunet[4]
- 2018:	Nada a Perder - Ester Bezerra
- 2018:	Jesus - Maria Madalena
- 2019:	Nada a Perder 2 - Ester Bezerra